# Micromerys gurran
Micromerys gurran là một loài nhện trong họ Pholcidae. Loài này được phát hiện ở Queensland.